# JR East Japan Building
JR East Japan Headquarters lub East Japan Railway Company Head Office (jap. JR東日本本社ビル JR Higashi-Nihon Honsha Biru) – ukończony w 1997 roku biurowiec w Tokio, w Japonii. Budynek jest wysoki na 150,2 metrów. Posiada 32 kondygnacje, z czego 28 nadziemnych i 4 podziemne. Wybudowany został według projektu Nikken Sekkei Ltd., Odakyu Construction, JR East Japan Railway Corporation i Taisei Construction Co. Ltd.